# 巡回展览画派

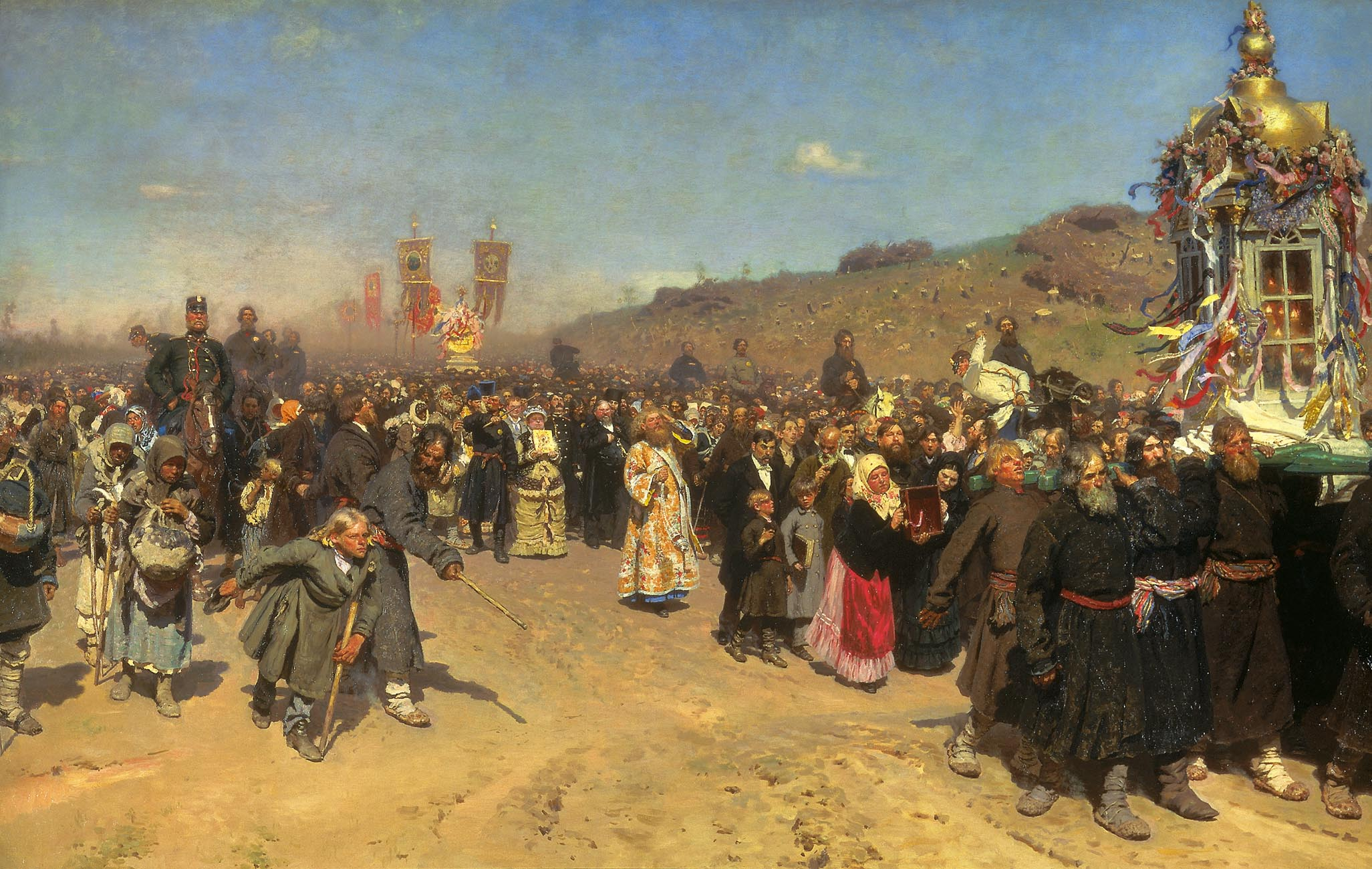
Peredvizhniki協會1880年作品

巡回展览画派（Peredvizhniki）是19世纪俄国的画家组织，这些画家反对当时俄国科学院保守的、直接取自西方的古典主义艺术思想，主张为普通人服务的现实主义和民族主义艺术，认为艺术是有用处的，是鼓舞人心、表达社会理想的工具，因此这个画派的画家多以通俗易懂的方式表现中产阶级和农民的日常生活。1870年成立了“巡回展览美术家协会”，组织流动画展，力图使普通人能接触画家的作品，把认真严肃的作品带到平民的日常生活中。

## 歷史
西元1863年，14名學生決定離開皇家藝術學院。學生們認為學院的規矩十分拘束，教授們作風保守並且非常明確的劃分藝術的高低好壞。為了要將藝術帶給所有人，學生們組成了一個獨立的藝術社群，「聖彼得堡藝術家合作社」。
1870年，「巡迴展覽畫派」延續了這個社群，讓鄉間的人們有機會看見俄羅斯藝術成就，也教育百姓如何欣賞藝術。「巡迴展覽畫派」維持著獨立運作於國家支持，他們將描繪著當代百姓生活的藝術作品，從首都莫斯科和聖彼得堡帶到各個省份。
從1871年到1923年，「巡迴展覽畫派」舉辦了48場行動展覽，在莫斯科和聖彼得堡，然後到了基輔、哈爾科夫、喀山、奧里爾、里加、奧德賽和其他城市。

## 巡回展览画派代表性画家
- 伊凡·克拉姆斯柯依
- 格里高里·格里高里耶维奇·米亚索耶多夫
- 瓦伦丁·谢罗夫
- 伊利亚·叶菲莫维奇·列宾
- 瓦西里·伊万诺维奇·苏里科夫
- 伊萨克·伊里奇·列维坦
- 康斯坦丁·马科夫斯基
- 康斯坦丁·阿波罗诺维奇·萨维茨基
- 伊万·伊万诺维奇·希什金
- 维克托·米哈伊洛维奇·瓦斯涅佐夫
- 阿尔希普·伊凡诺维奇·库因芝
- 尼古拉·雅罗申柯